# Kjell Grede
Kjell Grede (ur. 12 sierpnia 1936 w Sztokholmie, zm. 15 grudnia 2017 w Tystberdze) – szwedzki reżyser i scenarzysta filmowy. Autor kilkunastu filmów fabularnych i telewizyjnych.
Jego film Hip hip hurra! (1987) ze Stellanem Skarsgårdem w roli głównej zdobył Grand Prix Jury na 44. MFF w Wenecji. Grede był trzykrotnym laureatem nagrody Złotego Żuka dla najlepszego szwedzkiego reżysera za obrazy Hugo i Józefina (1967), Hip hip hurra! (1987) oraz Dobry wieczór, panie Wallenberg (1990).
W latach 1992–2001 był rektorem sztokholmskiej uczelni filmowej Dramatiska institutet. Jego pierwszą żoną była aktorka Bibi Andersson, znana z częstej współpracy z reżyserem Ingmarem Bergmanem.